# Welfare Problems
Welfare Problems är ett musikalbum från 2003 av det svenska punkrockbandet Randy.

## Låtlista
1. "Dirty Tricks" - 2:09
2. "A Man in Uniform" - 3:10
3. "Bad, Bad, Bad" - 2:47
4. "We're All Fucked Up More or Less" - 2:12
5. "Cheap Thrills" - 3:39
6. "X-ray Eyes" - 3:24
7. "Welfare Problems" - 1:56
8. "Cheater" - 2:10
9. "Ruff Stuff" - 2:15
10. "My Heart, My Enemy" - 2:28
11. "Devilish" - 2:34
12. "Dirty and Cheap" - 3:09